# Charles Dupuis (avocat)
Pour les articles homonymes, voir Charles Dupuis et Dupuis (homonymie).
Charles Dupuis, né le 27 octobre 1863 et mort le 5 août 1938, est un avocat français et professeur de droit international.

## Biographie

### Jeunesse et études
Charles Dupuis obtient un doctorat en droit en 1887. Il suit parallèlement une scolarité à l'École libre des sciences politiques, dont il est diplômé en 1888.
Il est le père de René Dupuis, juriste.

### Parcours professionnel
Dupuis devient avocat en 1884. Il décide toutefois de continuer ses études pour devenir enseignant.
Une fois son doctorat obtenu, Dupuis devient professeur de droit des gens, ancêtre du droit international. Il enseigne à l'École libre des sciences politiques à partir de 1899, après en avoir été secrétaire depuis 1892. Il travaille au sein du cabinet d'Émile Boutmy à partir de 1889 ; Pierre Rain note que Boutmy lui demandait de gérer les questions administratives. Actif au sein de l'école, il devient très vite responsable de la Section diplomatique. Il est directeur adjoint de l'ELSP à partir de 1895. 
Il a enseigné à l'École des hautes études internationales et politiques à partir de 1920.
Il donne trois cours à l'Académie de Droit International de La Haye, en 1924 sur la « Liberté des voies de communication. Relations internationales », en 1930 sur les « Règles générales du droit de la paix » et en 1937 sur « Les antécédents de la Société des Nations ».
Il est élu membre de l'Académie des sciences morales et politiques en 1921.

## Publications
- Le Droit de la guerre maritime, d'après les doctrines anglaises contemporaines (1899)
- Le Principe d'Équilibre et le concert Européen (1909)
- Le droit de la guerre maritime d'après les conférences de La Haye et de Londres (1911)
- Le Ministère de Talleyrand en 1814 (1919-1920)
- Le Droit des gens et les rapports des grandes puissances avec les autres États avant le pacte de la Société des Nations (1921)
- Liberté des voies de communication. Relations internationales, Recueil des Cours de l'Académie de Droit International (1924)
- Règles générales du droit de la paix, Recueil des Cours de l'Académie de Droit International (1930)
- Les antécédents de la Société des Nations, Recueil des Cours de l'Académie de Droit International (1937)